# Murders in the Rue Morgue (película de 1932)
Murders in the Rue Morgue (en España: El doble asesinato en la calle Morgue) es una película de terror estadounidense de 1932, basada muy vagamente en el relato de Edgar Allan Poe Los crímenes de la calle Morgue. Bela Lugosi, un año después de su actuación como Drácula, retrata a un científico loco que secuestra a mujeres y las inyecta con sangre de su simio enjaulado y malhumorado. La fotografía de Karl Freund y la dirección de Robert Florey han sido alabadas por la prensa especializada y caracterizadas como "expresionistas" por el crítico Leonard Maltin. A pesar de que la película era pre-code, las secuencias violentas llevaron a Universal Pictures a reducir su tiempo de duración de 80 minutos a 61 minutos.
La cinta fue producida a manera de compensación para Lugosi y Florey, después de que ambos fueron eliminados del Frankenstein de 1931. Originalmente, Lugosi había sido seleccionado como el Dr. Frankenstein y la película iba a ser dirigida por Florey, quien había estado desarrollando el codiciado proyecto. Sin embargo, Lugosi finalmente interpretó al monstruo mudo. Florey fue reemplazado como director por James Whale, ya que el productor Carl Laemmle estaba insatisfecho con el trabajo de Florey en el proyecto, y le había dado a Whale la primera opción de cualquier propiedad de Universal en ese momento. Los resultados de taquilla de Murders in the Rue Morgue fueron decepcionantes, y el contrato original de Lugosi para Drácula no se extendió. Hoy, sin embargo, la película es considerada un clásico de culto.

## Trama
La trama transcurre en París, en 1845. El protagonista de la historia es el malvado Dr. Mirakle, un científico y feriante que secuestra a mujeres jóvenes y les inyecta sangre de su simio Erik, con el objetivo de confirmar su teoría evolutiva que relaciona a estos animales con los humanos. Desgraciadamente, las víctimas no sobreviven a los estudios del científico, y este se ve obligado a capturar nuevas desafortunadas para continuar con su trabajo.
Un día de feria, Pierre Dupin, un joven e ingenuo estudiante de medicina, visita junto con su promesa Camille L'Espanaye y sus amigos Paul y Mignette el espectáculo de Mirakle, donde expone a Erik. El malvado científico se queda encantado con Camille, la novia de Pierre, y le invita a mirar de más cerca al simio enjaulado, que le coge el sombrero. Pierre intenta recuperarlo, pero el animal lo impide con un intento de estrangulación. Mirakle frena a Erik e insiste a la joven en que le proporcione su dirección para enviarle un sombrero nuevo, pero esta se niega. Cuando Pierre y Camille se marchan, el doctor ordena a su ayudante Janos que les siga.
Un tiempo después, una de las víctimas de Mirakle, una prostituta, aparece sin vida en un río y su cuerpo es trasladado a la comisaría. Pierre quiere examinar la sangre de la mujer, pero el técnico de la morgue lo prohíbe, así que el estudiante de medicina le soborna para que le entregue una pequeña muestra de forma extraoficial. Tras su análisis, Pierre descubre una sustancia extraña que coincide con la encontrada en otras víctimas de asesinatos no resueltos.
Mientras, Mirakle visita a Camille y le pide que vuelva a ver a Erik; cuando ella se niega, el científico envía al simio a secuestrarla. Pierre, que durante la llegada del animal a casa de su novia se está marchando de esta, oye los gritos de Camille. Así, el estudiante de medicina retrocede en su camino e intenta de forma desesperada volver a acceder a la vivienda. Cuando el simio ya se llevó a su víctima, la policía aparece alertada por los vecinos, y arresta a Pierre. Al desbloquear la puerta y entrar en la casa, se descubre la ausencia de Camille y su madre. Un policía entrevista a tres testigos: el italiano Alberto Montani, el alemán Franz Odenheimer y un danés, que afirman haber oído a Camille gritar y alguien más hablando en una lengua extranjera. Finalmente, la madre de Camille aparece muerta; su cuerpo está en el interior de la chimenea y su mano tiene restos de piel de simio, por lo que Pierre deduce que Erik puede estar involucrado.
La policía, junto a Pierre, corre hacia el escondite de Mirakle. En ese mismo instante, el científico se encuentra a punto de inyectar sangre de simio a la joven, hecho que no se produce porque Erik se vuelve contra su amo y lo estrangula. Cuando la policía llega, el animal coge a Camille y se la lleva por encima de los tejados de París. La autoridad le persigue hasta llegar al techo de una pequeña casa, donde el simio se enfrenta a Pierre y es fatalmente abatido por este, salvando así a la joven del peligro.

## Reparto
- Bela Lugosi como el doctor Mirakle.
- Sidney Fox como Camille L'Espanaye.
- Leon Ames como Pierre Dupin.
- Bert Roach como Paul.
- Betty Ross Clarke como Mademoiselle L'Espanaye.
- Brandon Hurst como agente de policía.
- Noble Johnson como Janos.
- Arlene Francis como caminante.

## Producción
Robert Florey mencionó por primera vez la historia "Murders in the Rue Morgue" en Universal Studios en marzo de 1930, momento en que Drácula estaba en estreno y Frankenstein estaba en preproducción, por lo que la planificación de una adaptación de la historia de Poe no empezó hasta 1931. En abril de 1931 se preparó un tratamiento cinematográfico del cuento y Bela Lugosi fue el elegido para encarnar a Dr. Mirakle. En primera instancia la película debía ser dirigida por George Melford, quien se había encargado de dirigir la versión en castellano de Drácula. El estudio dejó a Melford y lo sustituyó por Florey. Bette Davis fue audicionada para representar a Camille; pero según Florey, Carl Laemmle Jr. la rechazó por "falta de atractivo sexual". Los únicos elementos de la historia de Poe utilizados en la película son el descubrimiento de un cadáver en una chimenea y la discusión sobre qué lenguaje hablaba el asesino. Gran parte de la historia de Poe se cambió para adaptarla al papel de Lugosi como el Doctor Mirakle; ya que Florey dijo que "tenía que fortalecer y alargar el cuento de Poe" y que "añadió numerosos personajes".
El presupuesto inicial de 130 000 dólares se redujo a 90 000 dólares. En un momento dado, Florey dejó la producción, pero más tarde regresó a ella. El director discutió con Universal por la ambientación de la historia; puesto que la productora quería que la película tuviera un ambiente contemporáneo. El rodaje comenzó el 19 de octubre de 1931 y terminó el 13 de noviembre del mismo año. John Huston, que trabajaba para Universal como guionista, tiene el crédito de escribir diálogos adicionales; Huston dijo que su papel era intentar "introducir el estilo en prosa de Poe en el diálogo", pero el director pensó que sonaba desconcertado, de modo que él y sus asistentes reescribieron escenas en el plató. Como resultado, la imagen era una extraña mezcla de prosa del siglo diecinueve y coloquialismos modernos. Leon Ames dijo más tarde que Florey "no estaba contento con la imagen, pero nunca habló de ella (...) El guion no le gustaba, quería arreglarlo y no lo dejaron". Ames también dijo que Florey "no era un director poderoso por entonces; esto es lo que le frustró... No le importaban demasiado los ejecutivos".
Aunque Murders in the Rue Morgue terminó oficialmente la producción en Universal el 13 de noviembre de 1931, Frankenstein se estaba convirtiendo en un éxito comercial, así que Universal volvió a producir la película el 10 de diciembre y aumentó el presupuesto a 186 090 dólares después de añadir siete días para volver a rodar algunas escenas y crear nuevas. Las escenas filmadas durante este período de postproducción incluyen una recuperación de la secuencia del duelo, nuevas escenas de las habitaciones de Pierre y Camille, cinco días de re-filmación del clímax de la azotea y primeros planos de un chimpancé en el zoo de Selig. Durante este período de postproducción se volvieron a ordenar varias escenas de la primera mitad de la película.

## Estreno
The Hollywood Reporter escribió sobre una proyección previa el 6 de enero de 1932, afirmando que la película "dio a Santa Ana un susto perfectamente delicioso y una noche sin dormir", y calificando a Robert Florey como una "opción inteligente" para el director. El revisor también dijo que Lugosi "tiene las necesidades físicas y está tan legítimamente entrenado que, aunque su actuación huele a la vieja legitimidad, es la perfección en un papel de este tipo. Lugosi mastica la escenografía, pero hace que el público guste".
El 10 de febrero, Murders in the Rue Morgue se presentó en el teatro RKO-Mayfair de Nueva York. La película ganó 21 000 dólares la primera semana en ese teatro, pero hizo malos negocios a nivel nacional en comparación con Drácula y Frankenstein. Murders in the Rue Morgue se estrenó el 21 de febrero y fue distribuida en las salas por Universal Pictures. Los tableros de censura de los Estados Unidos abreviaron escenas que mostraban la muerte de la prostituta y eliminaron una herida por apuñalamiento y una imagen de ella atada en un laboratorio. Los censores también eliminaron escenas con bailarinas y elementos de la trama que sugerían que el hombre evolucionó a partir de los simios. Según el ⁣American Film Institute, pese a que algunas fuentes indican que el tiempo de duración de la película es de 75 minutos, el grupo no encontró ninguna prueba de que se ejecutara con esa duración. Según la entrada de la base de datos de películas, casi todas las fuentes dan a la película una duración de 62 minutos, excepto Film Daily, que le daba una duración de 75 minutos. En marzo de 1947, Universal anunció que volvería a estrenar Drácula (1931) y Frankenstein (1931) con una doble factura. Tras ser proyectada en Los Ángeles, Murders in the Rue Morgue se continuó presentando en los cines, dando lugar a más reediciones teatrales por Realart Pictures a finales de los años cuarenta. Murders in the Rue Morgue fue reestrenado en los cines en 1949.

### Medios domésticos
En septiembre de 1992, MCA/Universal lanzó Murders in the Rue Morgue en vídeo doméstico. En 2005, la película, junto con The Black Cat, The Raven, The Invisible Ray y Black Friday, se estrenó en DVD como parte de la Colección Bela Lugosi. Eureka Entertainment estrenó la película en Blu-ray en julio de 2020, en un conjunto llamado Three Edgar Allan Poe Adaptations Starring Bela Lugosi, que también incluye a The Black Cat y The Raven, como parte de su colección Masters of Cinema.
En 2004, el crítico e historiador de cine Tim Lucas escribió un artículo titulado Re-arranging the Rue Morgue en Video Watchdog, en el que sugirió reorganizar algunas escenas para seguir potencialmente las intenciones originales de Florey. El artículo de Lucas llevó a Gary L. Prange a escribir una carta en la revista sugiriendo ediciones que eliminarían los errores de continuidad en la reordenación de Lucas. Una versión de la película basada en los reordenamientos propuestos por Lucas y Prange está disponible como huevo de Pascua en el Blu-ray de Masters of Cinema; Se puede acceder destacando el título de la película en el menú principal.

## Recepción
Según el libro Universal Horrors, la recepción crítica de Murders in the Rue Morgue en su lanzamiento fue "dura". Entre las críticas contemporáneas, Andre Sennwald de The New York Times dijo que la película sufre "un esfuerzo excesivo por aterrorizar" y que el reparto estaba sobreactuando. Variety calificó la película de "sexuada hasta el límite", ya que "Sidney Fox ultrapasa el ingenio dulce hasta el punto de casi distraer a cualquier público de cualquier miedo que se pueda tener por ella". The National Board of Review Magazine comentó: "La historia mantiene el interés de uno a lo largo de todo, aunque la actuación no es especialmente destacada y la historia no aprovecha toda la cantidad de horror que se esperaría de la obra de Poe". Kate Cameron, de New York Daily News, dijo que la película es una "historia de pantalla artificial" y elogió la secuencia final.
Entre las críticas positivas, Bill Swigart de The Hollywood Herald dijo que la película "evoca fuertes elogios de aquellos que aprecian la belleza de los fondos artísticos suaves en armonía con la belleza de la época y el entorno" y elogió la caracterización como "casi perfecta". Si bien los críticos comentaron negativamente la actuación, algunos elogiaron la actuación de Lugosi. Cameron señaló que la "sugerencia de Lugosi de médico loco y criminal es efectiva", mientras que la publicación británica Today's Cinema dijo que Lugosi retrató al doctor Mirakle "de la forma más realista". El Washington Post calificó a Lugosi de "un gran actor" que "puede acuñar nuevas emociones".
A partir de reseñas retrospectivas, Patrick Legare de AllMovie valoró a Murders in the Rue Morgue con cuatro estrellas de cinco, elogiando la actuación de Lugosi, la fotografía de Freund y la dirección de Florey mientras encontraba débiles el guion y el resto del reparto y personajes. Los autores de Universal Horrors dijeron que, a pesar de que la película es "defectuosa y crujiente" con "una actuación fechada, un diálogo enganchado y un romance desagradable", Murders in the Rue Morgue es "muy probablemente el más infravalorado de los Universal Horrors".
Glenn Erickson de DVD Talk calificó la película de un "lío enormemente divertido" que "a menudo se burla por su interpretación incómoda y su historia desafiada por la lógica". Erickson también comentó que la actuación de Lugosi contribuye "a una sensación de irrealidad onírica". En la Guía de películas de Leonard Maltin, la película ocupa la mejor clasificación de las tres adaptaciones al largometraje de la historia homónima de Poe. Michael H. Price del Fuerte Worth Star-Telegram comparó una versión de televisión de 1986 con otras adaptaciones, afirmando que la versión de Florey de 1932 sigue siendo la mejor de ellas.

## Legado
Mucho después de su lanzamiento, los miembros del reparto y el equipo comentaron Murders in the Rue Morgue. Florey esperaba que la película daría principio su carrera y pensó que habría sido mejor si el villano hubiera sido eliminado del guion. Florey dejó Universal tras el estreno de la película y firmó con Warner Bros. Florey hizo solo un largometraje de terror más, La bestia con cinco dedos, que también incluye sombras y figuras oscuras similares a Caligari. Florey también dirigió capítulos posteriores de The Twilight Zone y The Outer Limits. A Leon Ames también le disgustó Murders in the Rue Morgue, ya que dijo en una entrevista en Famous Monsters of Filmland que es "una película perfectamente horrible que todavía aparece en televisión para perseguirme".
Lugosi protagonizó varias adaptaciones más de las historias de Poe, como El gato negro y El cuervo, en las que volvió a interpretar a científicos. Lugosi fue considerado a menudo como científico loco o como médico en películas futuras, tales como The Phantom Creeps, The Devil Bat, The Corpse Vanishes, The Ape Man, Return of the Ape Man, Mother Riley Meets the Vampiro y Bride of the Monster. Lugosi también apareció en otras obras relacionadas con Poe fuera del cine, como una adaptación de "The Cask of Amontillado" para la serie de televisión Suspense y una actuación radiofónica de "The Tell-Tale Heart" de Poe.
Las adaptaciones posteriores de "The Murders in the Rue Morgue" incluyen Phantom of the Rue Morgue (1954), una película en 3D en color que fue producida por Warner Bros. Esta versión de la película también incluye Charles Gemora, que aparece como un simio que aterroriza el París del siglo XIX. [9] Gordon Hessler dirigió una adaptación de 1971 de Murders in the Rue Morgue, que se acerca más a ser una adaptación de Phantom of the Opera que del cuento de Poe. Una adaptación televisiva de la historia de 1986 fue dirigida por Jeannot Szwarc y protagonizada por George C. Scott como Auguste Dupin.